# Gać (województwo podkarpackie)
Gać – wieś w Polsce, położona w województwie podkarpackim, w powiecie przeworskim, w gminie Gać. Leży w południowo-wschodniej części Kotliny Sandomierskiej. Jest siedzibą gminy Gać.
Miejscowość jest siedzibą rzymskokatolickiej parafii Wniebowzięcia Najświętszej Maryi Panny.
Prywatna wieś szlachecka, położona w województwie ruskim, w 1739 roku należała wraz z folwarkiem do klucza Kańczuga Lubomirskich.
W latach 1954–1972 wieś należała i była siedzibą władz gromady Gać. W latach 1975–1998 miejscowość administracyjnie należała do województwa przemyskiego.

## Części wsi
| SIMC    | Nazwa | Rodzaj    |
| ------- | ----- | --------- |
| 0602696 | Górki | część wsi |

## Historia

### Pochodzenie nazwy wsi
- 1375 – Hawrilowagacz
- 1424 – Gabrlowa Gacz
- 1450 – Gacz

Prof. Wincenty Styś, pochodzący z Husowa, klasyfikuje Gać jako starą nazwę topograficzną:
- Gać w mowie staropolskiej to grobla z faszyny, kładziona zwykle pomiędzy dwoma płotami.
- Gacić znaczyło położyć pomost z drzew i faszyny w miejscach przejazdu przez teren podmokły lub bagnisty.
- Ogacać znaczyło układać wokół ścian budynków mieszkalnych i gospodarskich, wiązek chrustu czy słomy w celu zabezpieczenia przed zimnem w czasie silnych mrozów.

### Starożytność i średniowiecze
Wieś powstała na początku naszej ery. Istniała osada przy cmentarzysku kultury przeworskiej, a i później przy przeprawie przez bagnistą dolinę rzeczki Markówki, karawan kupieckich zdążających z Węgier do Krakowa, ale chcących ominąć rogatki Przeworska. Przypuszczalnie tzw. Stara droga, łącząca Gać z drogą Kańczuga – Sietesz, a w drugą stronę, Gać, Mała Kosina (Klin), Kosina, to nie tylko pierwsza droga wsi, ale i skrót traktu handlowego z Węgier i Kijowa. Droga ta schodząc z południowych pól do wsi przy dawnym folwarku przecinała bagnistą dolinę Markówki. Część tej drogi od folwarku do mostu w latach międzywojennych była utwardzana i podczas kopania głębokich rowów odwadniających natrafiono na zatopione w bagnistym terenie resztki olbrzymich dębowych kłód ułożonych w poprzek drogi. Wysnuto stąd przypuszczenie, że w tym miejscu istniał przejazd przez bagno do brodu na Markówce.
We wsi w latach 1904–1905 Karol Hadaczek badał cmentarzysko ciałopalne (180 grobów) z okresu rzymskiego (kultura epoki żelaza rozwijająca się między III wiekiem p.n.e. a V wiek n.e., na terenach obecnej Polski) – od niego otrzymała nazwę kultura przeworska. Badania tego cmentarzyska są kontynuowane od 2008 roku przez mgr Annę Lasotę z ramienia Instytutu Archeologii Uniwersytetu Jagiellońskiego.
Pomiędzy obecną plebanią a domem Jana Bącala od gościńca w stronę Markówki biegnie ścieżka do kładki na tej rzeczce; jeszcze w roku 1968 w miejscu ścieżki istniała droga, którą swobodnie mógł przejechać konny wóz. W miejscu kładki istniał kiedyś bród, z którego jeszcze do około 1920 roku korzystali gaccy chłopi, podjeżdżając z beczkami na wozach do rzeczki, w celu nabrania wody dla gospodarstw. W tym czasie było jedynie kilka studni na całą wieś. W dalszym biegu trakt szedł od gościńca cmentarna drogą, obok drugiego cmentarza, założonego w 1875 r., północnymi polami wsi do Małej Kosiny, która niegdyś przynależała do wsi Gać, gdzie łączył się z głównym szlakiem handlowym Kraków – Kijów.
Franciszek Trojnar, pochodzący z Gaci, w swojej pracy „Z dalszej i bliższej przeszłości wsi Gać” umieścił fragmenty dokumentu opublikowanego w książce St. Karasia „Zbiór dokumentów małopolskich”, a napisanego przez pierwszego właściciela kluczy łańcuckiego i kańczudzkiego: Ottona Pileckiego. W dokumencie tym Otton z Pilczy – Pilecki w 1375 nadał rycerzowi Wierzbieńcie wieś Mikulicze (Mikulice), jednocześnie wymieniono w nim wsie sąsiednie takie jak: Sethescha (Sietesz), Nizaczyce (Niżatyce), Ostrówi, pisaną w pierwotnej nazwie Hawrilowagacz. Alfabet łaciński tamtego okresu nie posiadał miękkiego „ć” i dlatego w pisowni występuje twarde „cz”. Ten typ nazwy wywodzi się z czasów, kiedy to pan nagradzał swego rycerza nadaniem lub dzierżawą ziemi. Z reguły był to teren dziewiczy i nagrodzony rozpoczynał gospodarkę od budowy własnego domu – gniazda rodowego, które było związane z jego imieniem czy przydomkiem. Bojar Hawryła otrzymał od swojego pana teren, na którym była naturalna lub sztuczna grobla – gać' i stąd „Hawrilowagacz”. Przypuszczalnie to Otton Pilecki rozpoczął osiedlanie kolonistów, m.in. niemieckich i śląskich, na prawie magdeburskim.
W rejestrze poborowym dziesięcin biskupich rzymskokatolickiej diecezji przemyskiej pojawia się w 1424 nazwa Gabrlowa Gacz. Następna wzmianka to rok 1446, w którym wymienia się plebana Jakuba z Gaczi, kolejna wzmianka to 1450 i wymieniony jest Stanisław, zarządca kościoła parafialnego w Gaczi. Przy obu nazwach nie występuje już imię dzierżawcy, a wieś powróciła do starej pierwotnej nazwy Gać.
W dokumencie spadkowym spisanym w 1470 roku pomiędzy Janem Pileckim a Wacławem, księciem opolskim, wymienione są wsie z klucza łańcucko-kańczudzkiego, m.in. Gacz. W 1508 na terenie wsi znajdowała się jedna karczma. Gać w 1515 roku płaciła dziesięciny zwane „poborem” z dwudziestu trzech łanów kmiecych, czyli 1104 mórg ziemi uprawnej. W tym czasie we wsi były już dwie karczmy.

### Czasy nowożytne
Klucz kańczudzki pozostał w posiadaniu Pileckich do około 1530. Jan Tarnowski, właściciel Tarnowa, Jarosławia, Przeworska i Wielowsi oraz przyległych kluczy, podzielił swój majątek pomiędzy dwóch synów: Jana i Spytka. Spytko, przyjmując nazwisko Jarosławski herbu Leliwa, otrzymuje Jarosław oraz Bełżec, a jego syn Rafał Jarosławski z Przeworska przejmuje Przeworsk. Za Spytka Przeworsk wraca do rodu Tarnowskich. Spytek Jarosławski ma dwie córki: Annę i Magdalenę. Około 1507 Anna wyszła za mąż za Jana Odrowąża ze Sprowy herbu Odrowąż, który przejmuje połowę włości Jarosławskich. Ich syn Stanisław, przypuszczalnie około 1530 przejmuje klucz kańczudzki, a swoją jedyną córkę Zofię, żeni z Janem Krzysztofem Tarnowskim herbu „Leliwa”, która po śmierci Tarnowskiego w 1567 wychodzi za mąż za Jana Kostkę herbu „Dąbrowa”.
W 1594 ich córka Anna, właścicielka połowy dóbr jarosławsko-przeworskich wychodzi za mąż za Aleksandra Ostrogskiego, a w 1606 po wykupieniu siostry Katarzyny zostaje właścicielką Jarosławia.
W 1583 Gać jest własnością Jarosławskich i pobierany jest pobór z dwudziestu siedmiu łanów kmiecych i dwóch karczm. Wieś oprócz rodzin kmiecych zamieszkują cztery rodziny zagrodników najemnych, osadzonych na gruncie gminnym, i dwadzieścia dwie rodziny komornicze.
Wieś zwiększyła od 1515 obszar ziemi uprawnej o 192 morgi – cztery łany. Przypuszczalnie została zlikwidowana własność spadkobierców osadźcy Gabriela, znajdująca się na pograniczu Gaci i Białobok. Ponadczterołanowa niwa ciągnąca się od potoku Krzakówka do skotnika na Rogóżno, tzw. „Górki”, nazwana była od strony Białobok „Ziębówką”, a od strony skotnika „Cyranówką”. Wykupiona została przez Ziębę, Cyrana oraz Żyda – przodka Izaaka Riesenbacha, który został dziedzicznym właścicielem karczmy wybudowanej przez osadźcę.
Oryginalny wypis z księgi ławników wsi Gać (rok 1573):

Roczizna Piotra Kudlkowicza: Stanąwszy przed prawem naszem zagoionym Piotr Kudlkowicz polożił roczisny dwie grzywnie rolliey, która leży wedlie Woycziecha Bohunka y wedlie Wawrzińca Jakubczika. Thich ze pieniedzy wzieł Xiądz plieban grziwne,za meszne, a drugą grziwne wzieł wytrikus, tho jest Szmek Jakus na dług kościelny, czo był, wynien,nieboscik Kudlik, czo prawu, jawno.

Przetłumaczony z łaciny wypis z księgi ławników wsi Gać (rok 1579):

Sąd wielki odbyty w dniu piątym po Święcie Marcina przeze mnie wójta Mateusza Matlaszka i siedmiu ławników...

Wypis z księgi ławników wsi Gać (rok 1588):

Regina Baranowa sprzedała Wojciechowi Markiewiczowi szynk, który przylega do stawu gackiego dziedzicznego pańskiego.

Wypis z księgi ławników wsi Gać (rok 1601):

Jakub Giza z Żołyni sprzedaje Grzegorzowi Młynarzowi młynek w Gaczi na grobli gackiej stojący.

W 1603 roku księżna Anna Ostrogska z domu Kostka przejmuje od Jarosławskich klucz kańczudzki oraz Gać, a w 1612 roku pozbawia ją statutu parafii i uzależnia od parafii Kańczuga. W 1622 roku klucz kańczudzki przejmuje Stanisław Lubomirski, pan na Nowym Wiśniczu, poprzez ożenek z Zofią, córką Anny Ostrogskiej.
W 1624 roku był kolejny najazd czambułów tatarskich, tym razem pod wodzą chana Kantymira. W powiecie przeworskim nie było wsi, która by nie ucierpiała od tego najazdu, i tylko nielicznym mieszkańcom udało się uniknąć jasyru. Po najeździe tatarskim wieś liczyła trzydzieści osób. W 1629 roku we wsi było czterdzieści jeden chałup – kmiecych, zagrodników i chałupników, a w 1640 roku w użytkowaniu chłopskim było 3,25 łanu ziemi uprawnej. Wykaz tzw. pogłównego z 1662 podaje, że wieś zamieszkiwało 295 osób, w tym osiem osób czeladzi.

Według aktu z 1644 roku chłopi z Sieniawy (Krosno), własność Wojciecha Truskolawskiego, mają następujące obowiązki: 

chłop siedzący na całej roli (łan) oprócz czynszu dwadzieścia dwa gr., dają cztery kury, po jednym kapłonie (trzebiony kogut), pięć jaj i miarkę orzechów raz do roku. Do orki do grabarki do żniwa do wiązania do zgartywania siana do tarcia konopi do brania lnu do kopania warzywa, wychodzić ma na robotę po dwoje. Do młocki do siekiery po jednemu. Po nadto są jeszcze inne roboty, które odprawiać się maja – za pański dzień albo bez pańskiego, tzn. które albo liczą się za dzień roboczy albo są obowiązkiem poza dniami pańszczyzny. Za pański dzień chłopi sieniawscy z całej roli mają wozić drwa i chrust po jednym wozie swoimi końmi. Bez pańskiego dnia mają wyjść raz do roku na zakoski trawne i owsiane oraz zagrabki, mają maciorki lniane wymoczyć, wymiędlić i wytrzeć, jedną sztukę wyprząść, śliwy suszyć. Chłopi na pół roli robią trzy pół dnie od południa i płaca połowę czynszu, komornicy nie płacą nic i odbywają dwa pół dnie od południa lekkiej roboty, przy czym strawę otrzymują ze dworu.

Poddani kasztelana przemyskiego, St. Wapowskiego, 

czynszu z całego łanu płacą jeden zł dwadzieścia dwa gr., dają po sześć korcy owsa po dwie kury tzw. poczciwe i trzydzieści sześć jajek na Wielkanoc. Robią codziennie po pół dnia.

 Robota ujęta jest nie tylko miarą czasu, ale i wydajnością, i tak oranie ma objąć 

w dni robocze dwanaście zagonów o trzech skibach, czyli po dwanaście lasek, a każda laska ma być na trzy łokcie wzdłuż. Kto robi koło drzewa ma w jednym dniu roboczym położyć jeden wóz drwa albo jeden chrustu i zaraz ten chrust wygrodzić. Kto młóci ten ma się uporać z jedną kopą dziennie. Na wóz sprzężajny nie powinno się więcej brać jak cztery korce jagły, pszenicy, żyta, grochu. Jęczmienia, i tatarki pięć korcy, owsa sześć korcy miary dynowskiej. Po sól mają jeździć raz w roku i przywieźć po pięć kłód, za co przez pięć dni wolne od roboty.
Nadto każdy kmieć na całej roli ma oddać co rok sztukę oprawną przędzy, a jeżeli da to i druga sztukę, za co ma sześć dni wolne od roboty, przędziwa dostarczy dwór, a ma być chędogo oprawne i bez paździerza, aby kmieć swoim nie musiał przykładać. Dni robocze zaczynają się od południa, tylko na obżen powinno się wychodzić o wschodzie słońca. Popi, dzierżawcy, rzemieślnicy nie dają nic i nic nie płacą.

Po Zofii Ostrogskiej klucz kańczudzki przejęli kolejno jej dwaj synowie: Jerzy Sebastian i Aleksander Michał Lubomirscy. Następnie syn Aleksandra – Józef Karol Lubomirski, który poprzez ożenek z Teofilą Zasławską stał się współwłaścicielem największego na terenie Rzeczypospolitej latyfundium, tzw. ordynacji ostrogsko-zasławskiej. W jej skład wchodziło 51 miast, 973 wsie i 229 folwarków. Kolejny właściciel klucza to syn Józefa, Aleksander Dominik Lubomirski. Po nim Gać oraz ordynację przejęła jego siostra Marianna Lubomirska, którą w 1710 roku poślubił Paweł Karol Sanguszko. W 1712 roku urodził się im jedyny syn Janusz Aleksander Sanguszko, który po śmierci matki przejął klucz kańczudzki i ordynację ostrogsko-zasławską. Janusz Sanguszko w 1756 roku rozwiązał ordynację ostrogsko-zasławską.
Przez cały okres uzależnienia parafii Gać od parafii Kańczuga, jej plebański folwark był oddawany w dzierżawę. Jednak pewna jego część została „nadana” po kawałku pola chłopom, za który mieli obowiązek odrabiania pańszczyzny. W 1744 roku było ich czternaście.
W 1789 roku oprócz chłopów plebańskich we wsi mieszkało wraz z rodzinami trzydziestu dziewięciu kmieci, sześćdziesięciu dwóch zagrodników i czterech chałupników, jako poddanych dziedzica wsi.
W 1793 roku klucz kańczudzki kupił Karol Szydłowiecki, który poprzez sprzedaż kolejnych wsi tegoż klucza zlikwidował go. Gać w 1799 roku stała się dziedziczną własnością Adama Terleckiego. W 1800 roku Gać zamieszkiwało 627 osób.
Dokument 1: Dnia 1' Augusta 1801 ze wsi Gać:

Do Prześwietnego Urzędu Jego Cesarsko Królewskiej Mości Cyrkutu Rzeszowskiego. Na dniu 23 Juni podawaliśmy prośbę do Prześwietnego Urzędu Cyrkularnego względem łąki, która od 1674 r do czasu tego była naszą własnością. Zaś dziedzic teraźniejszy wsi Gać, któren dopiero rok drugi jak jest, odebrał nam. Na którom to łąkę Przewielebnemu i Prześwietnemu Urzędowi okazowaliśmy i łaskawa rezolucję odebraliśmy, lecz teraźniejszy dziedzic na tenże rozkaz Prześwietnego Urzędu Cyrkularnego, do tego czasu żadnej nam sprawiedliwości nie dał i łąkę wykosił. O co jak najpokorniej dopraszamy się o łaskawe względy miłosierdzia Prześwietnego Urzędu Cyrkularnego Rzeszowskiego. Bo my kmiecie nie mamy, czym zaprzęgów utrzymać. Brożbar Stanisław + Jan Kot +

Po śmierci Adama Terleckiego dziedzicem wsi Gać zostaje jego syn Jan Terlecki (1781–1831). W roku 1821 w parafialnej księdze wsi Gać istnieje wpis „Dwór Obodakowski”, potocznie „Chodakówka”, dziedziczna własność Walentego Kuźniarskiego (uszlachcony chłop – Kuźniar, 1780–1852), żonaty z Katarzyną z domu Kowalską. Z małżeństwa urodził się syn Robert i córki Karolina i Apolonia. „Chodakówka” to wydzielony kilkułanowy dział z własności Jana Terleckiego od strony Ostrowa. Folwark posiadał również swoich pańszczyźnianych chłopów.

Do Przezacnej Jurysdykcji Dominia Gać Pokorna prośba od Wojciecha Brożbara przywójta wsi Gać i państwa tegoż, okoliczności wewnątrz wyłuszcza. Przezacna Jurysdykcji Dominium Państwa Gać. Dnia. Gać 12 april 1826 r. Niżej na podpisie znakiem krzyża jego wyrażony poddany wsi Gać i państwa tegoż, podupadły przez ogień pożarowy, co Przezacnej Jurysdykcji wiadome zostaje, a gdy teraz wiosna następuje jest nam do gruntu potrzebny na zasiew owies. Najpokorniej dopraszam się Przezacnej Jurysdykcji zapomożenia, które osobną drogą, aby krok swój wzięła, ja zaś włożę starania, abym Skarb Gacki bez najmniejszej kłótni zaspokoić mógł. O co na piśmie najpokorniej doprasza się realizacji i zapomogi, żebym w gospodarstwie zawodu nie pomorł jakom posłuszny poddany. W przytomności własnej napisano prośbę na znak krzyża własną kładziemy ręką. Jan Lenar wójt + Błażej Fołta podwójci + Wojciech Brożbar +

Odpowiedź na powyższą prośbę:

Sublikantowi oświadcza się ze strony Państwa wsi Gać, aż na jego prośbę mając wzgląd na wypadek pogorzenia, da Skarb, chociaż sam w największym niedostatku, korcy trzy, a trzy kosze na zasiew, aby tenże zaraz po zbiorze z pola, odsypie należność. Datum. Gać 13 April 1826 r J. Terlecki.

Dokumenty są ujęte w rękopisie książki Tadeusza Brożbara (1901–1963) „Gackie Wczoraj”.
Wypis z księgi gackiego kościoła: listopad 1844:

Ja Szymon Szczepaniak przed Bogiem, Najświętszą Panną Bogurodzicą i Aniołem Stróżem moim, uroczyście wyrzekam się wódki, a w innych napojach obiecuję zachować mierność i do tego wszystkimi siłami innych a w szczególności parafian kościoła, gackiego, których jestem przewodnikiem w drodze zbawienia, zachęcać.

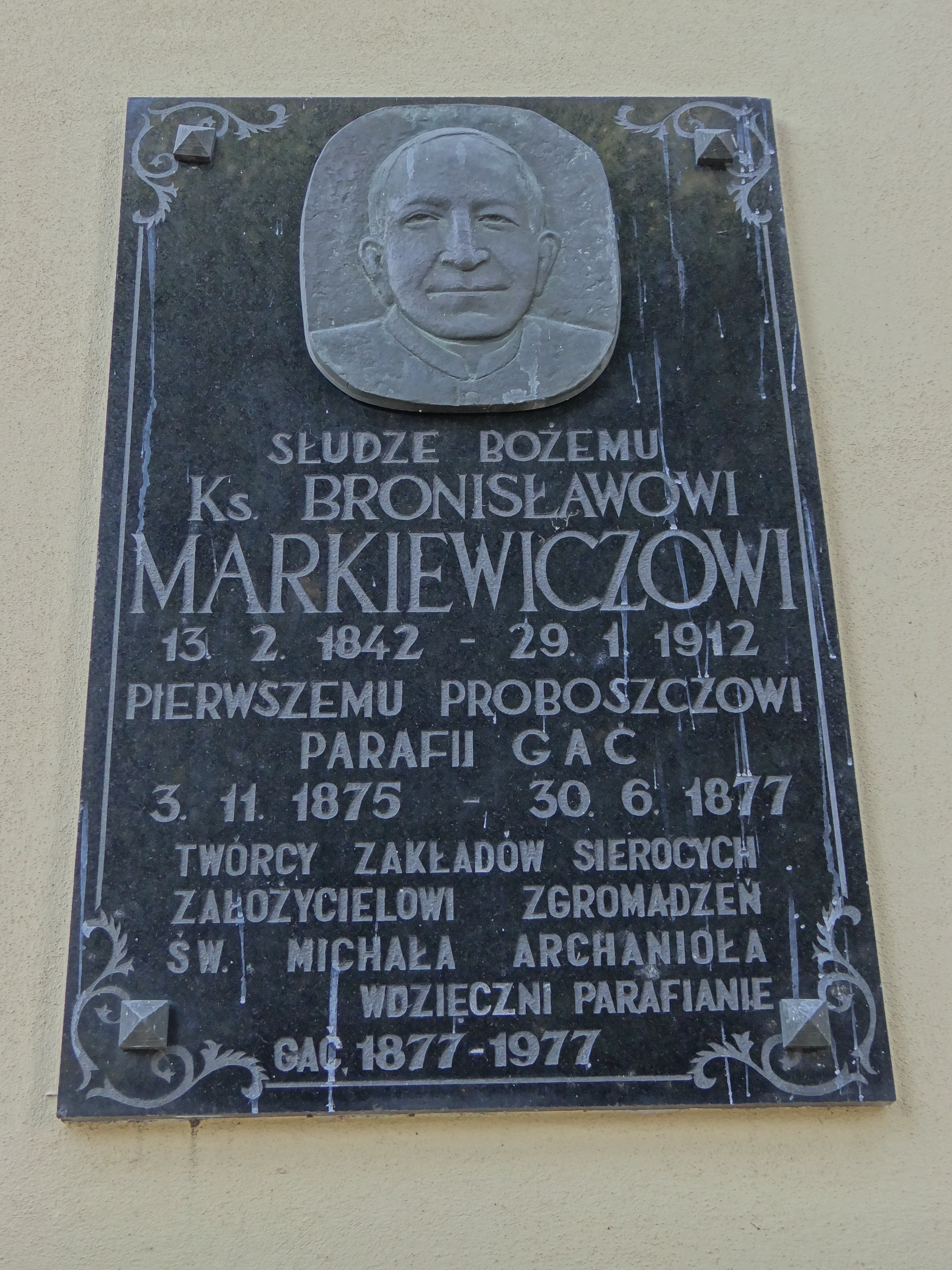
Tablica poświęcona ks. Bronisławowi Markiewiczowi

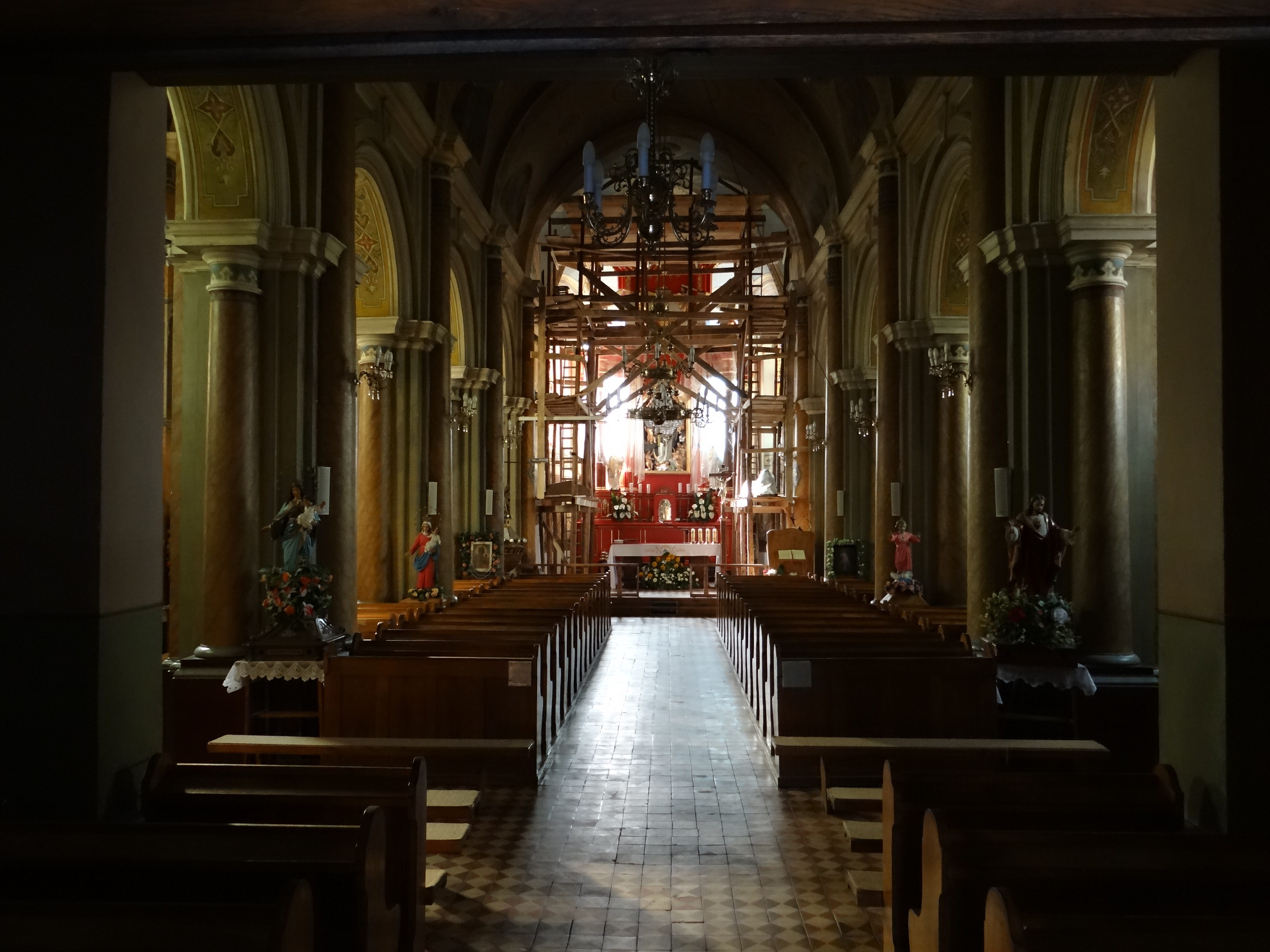
Wnętrze kościoła

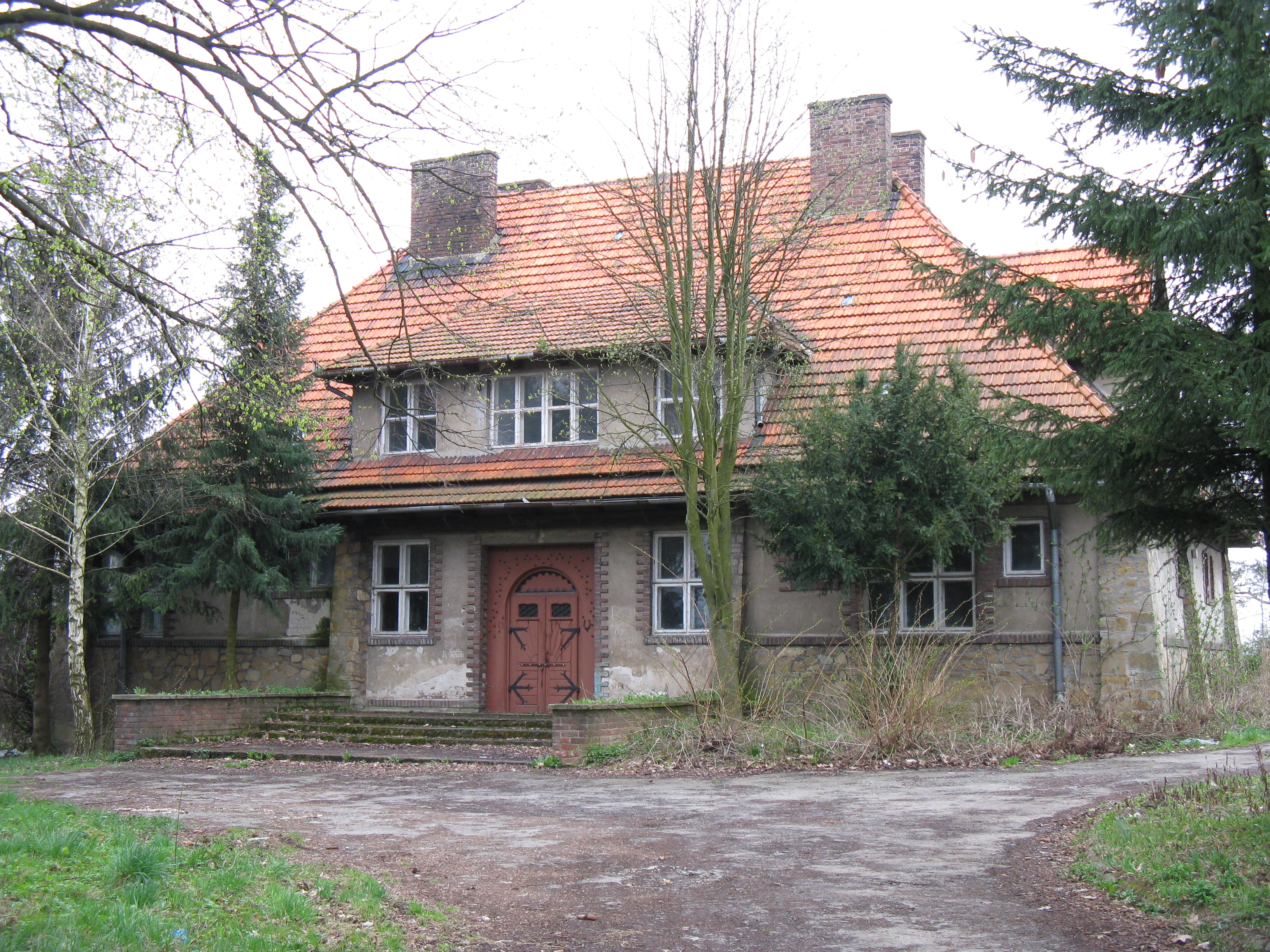
Uniwersytet Ludowy w Gaci w 2009 (obecnie Środowiskowy Dom Samopomocy)

Do końca roku powstała lista z dwudziestoma trzema osobami, na drugim miejscu po księdzu podpisany jest Walenty Kuźniarski, na trzecim Marcin Czechowicz – organista. Do 19 maja 1845 na liście znalazło się z całkowitej liczby 1014 parafian, 554 osoby, czyli każdy powyżej szesnastego roku życia.
Gać po śmierci Jana Terleckiego została kupiona przez Lubomirskich z Przeworska, a po uwłaszczeniu w roku 1848 już tylko folwark na terenie wsi był ich dziedziczną własnością. W roku 1850 Gać zamieszkuje 1039 osób. W 1856 majątek księcia Jerzego Lubomirskiego na terenie wsi Gać posiadał 425 mórg ziemi uprawnej, 41 mórg pastwisk i łąk. Natomiast wieś posiadała 1384 morgi ziemi uprawnej oraz 208 mórg pastwisk, łąk i ogrodów, w sumie wieś posiadała 1594 morgi.
Wieś Gać ze swoją zabudową i rozmieszczeniem zagród była typową wsią łanowo-leśną. Łańcuchowa zabudowa zagród leżała po obu brzegach rzeki Markówki, wzdłuż której biegnie główna wiejska droga. Prostopadle do drogi na północ i południe rozciągały się łany uprawnych pól. Każdy łan rozdzielała miedza, niegdyś szeroka, około trzech metrów, dziś zredukowana na rzecz uprawnych pól lub polnej drogi. Pośrodku każdego łanu znajdowała się polna droga, biegnąca od zagrody kmiecia aż do granic. Zabudowania kmiece stały na bazie prostokąta o konstrukcji wieńcowo–przysłupowej, miały dach czterospadowy kryty strzechą (słomą). Tzw. dworzyszcze to dom mieszkalny, a równolegle na całej długości do niego stała stajnia zwana oborą. Te dwa budynki łączył chlew. Pośrodku tej zabudowy mieściła się gnojownia, zamykana z czwartej strony drewnianą bramą. W pewnym oddaleniu od budynków gospodarczych w kierunku uprawnych pól stała stodoła zwana gumnem, a tuż za nią, równolegle do głównej drogi, wzdłuż całej wsi, biegła droga zwana zagumniem, która łączyła się z tzw. skotnikiem – wypędzano nim inwentarz na ugory w granicach, na wypas. Taki sam układ zabudowań i dróg był na północnej i południowej stronie wsi. Na północy wieś zamykał skotnik na Rogóżno, a na południowej stronie skotnikiem przypuszczalnie była tzw. Stara droga.
Przed 1866 rokiem Gać tworzyła samodzielną jednostkę administracyjną, tzw. gminę w powiecie przeworskim, ale w roku 1866 powiat ten włączono do powiatu łańcuckiego. Podział ten utrzymał się do 1890 roku, kiedy to powiat przeworski odzyskał swój dawny status.
W 1903 właścicielem folwarku w Gaci był książę ordynat Andrzej Lubomirski, a jego majątek to: 247 ha ziemi ornej, 20 ha łąk, 3,27 ha pastwisk, 3 ha ogrodów i 1,77 ha parceli budowlanych. Płacił podatku gruntowego 582,91 kr. plus dodatek klasowy 34,20 kr., razem 617,11 koron.
„Księga sądowa Ławników wsi Gać” znajduje się w Państwowym Archiwum w Krakowie na Wawelu i obejmuje lata 1504–1700. Początek pisany jest po łacinie, a koniec po polsku.
14 lipca 1943 roku Niemcy otoczyli wioskę. Spędzono wszystkich mężczyzn na dziedziniec szkoły. Po przesłuchaniach gestapowcy zamordowali czterech mieszkańców a czterech innych wywieźli i osadzili w obozie w Pustkowie.
W latach 1932-1939 w Gaci istniał Wiejski Uniwersytet Orkanowy, reaktywowany w 1946 jako Uniwersytet Ludowy. W budynku Uniwersytetu znajdowała się później szkoła, potem Wiejska Izba Pamiątek, a w 1981 został odnowiony przez Związek Młodzieży Wiejskiej. W 2011 rozważano utworzenie w nim Muzeum Polskiego Ruchu Młodowiejskiego, lecz pomysł ten nie został zrealizowany. W 2015, po remoncie, powstał tu Rejonowy Ośrodek Szkolenia Zawodowego Młodzieży Ochotniczych Hufców Pracy. Obecnie budynek jest użytkowany jako Środowiskowy Dom Samopomocy.

## Zabytki
- Kościół parafialny pw. Wniebowzięcia NMP – wzniesiony w latach 1877–1894

Pierwszy spalony przez Tatarów kościół w Gaci znajdował się powyżej starej plebanii na wzgórzu. Do II wojny światowej stał w jego miejscu drewniany słup, jaki pozostał po krzyżu. Kościół umieszczono w ocalałej kaplicy cmentarnej na drugim parafialnym cmentarzu, a konsekrowany został w 1692 pod wezwaniem „Wszystkich Świętych”. Filią parafii Kańczuga gacki kościół był do 1875, kiedy to do Gaci przybył ksiądz Bronisław Markiewicz i za jego staraniem Gać w 1876 odzyskała statut parafii, a ks. Markiewicz został jej pierwszym proboszczem. Z inicjatywy księdza Marcina Sanakowskiego i wójta wsi Wojciecha Brożbara podjęto na zabraniu wiejskim uchwałę o budowie nowego, murowanego kościoła. Wieś na ten cel opodatkowała się i dała tzw. robociznę, a czwartą część kosztów dołożył jako kolator i tabularny właściciel wsi książę Lubomirski. Kościół postawiono na starym cmentarzu obok drewnianej kaplicy, ale bliżej drogi. Oddano go do użytku w 1894, konsekrował go biskup Jakub Glazer pod wezwaniem „Matki Bożej Wniebowziętej”. Kościół w Gaci był pierwszym wiejskim murowanym kościołem w tamtym okresie w powiecie przeworskim.
- Zespół Uniwersytetu Ludowego – wzniesiony według planów J. Witkiewicza w latach 1935–1936, obecnie siedziba Środowiskowego Domu Samopomocy[7].

## Ludzie urodzeni w Gaci
- Sebastian Polak (1843–1892) – profesor w Gimnazjum św. Jacka w Krakowie, literat[12]
- Peregryn Ziobro (1925-2003) - polski franciszkanin konwentualny, zaangażowany w liczne prace konserwatorskie prowadzone w Krakowie i Boliwii, pasjonat sztuki i kultury.